# Соколов, Пётр Алексеевич (антрепренёр)
Пётр Алексе́евич Соколо́в (? — ок. 1865) — российский антрепренёр, театральный актёр и театральный режиссёр
. Организатор первой театральной труппы на Урале.

## Биография
Дата и место рождения П. А. Соколова неизвестны.
В 1814—1828 работал в труппах И. Ф. Штейна и О. И. Калиновского в Харькове и Воронеже. С 1829 года самостоятельно организует антрепризу в Воронеже (1829), Тамбове, Саратове, Симбирске (1829—1833), Казани (1833—1842), Уфе (1842—1843). Труппа набиралась главным образом из крепостных, причём Соколов сам занимался их обучением; также в антрепризу приглашались и столичные актёры. Так, в Казани у Соколова играли М. С. Щепкин и П. М. Садовский (отсюда он перешёл на московскую сцену). Под руководством Соколова сформировалось дарование знаменитой провинциальной актрисы E. А. Ивановой, бывшей его гражданской женой.
Летом 1843 года привозит труппу в Екатеринбург и снимает для постановок пустовавшее помещение бывшего госпиталя. Считается, что с его премьерного спектакля 5 (17) ноября 1843 года начинается история театра в Екатеринбурге.
Спустя 2 года по решению местных властей для труппы Соколова строится каменное здание Городского театра, и с 1847 по 1857 год он ставит спектакли там. Весной театр гастролировал в Ирбите (где в это время проводилась грандиозная Ирбитская ярмарка), летом — в Перми.
Для постановок Соколов выбирал пьесы преимущественно «лёгких» жанров: водевили, комические оперы и комедии.
В 1857 году Соколов разорился и покинул Екатеринбург, оставив труппу. Последние годы жизни провёл в Тобольске. Точная дата смерти неизвестна — около 1865 года.

## Творчество

### Актёр
- «Ревизор», Н. В. Гоголя — Городничий
- «Горе от ума» А. С. Грибоедова — Фамусов
- «Лев Гурыч Синичкин» Д. Т. Ленского — Пустославцев

### Режиссёр

#### Екатеринбургский Городской театр
- 1843 — «Аскольдова могила» А. Верстовского
- 1843 — «Женщина-лунатик» В. Беллини
- 1843 — «Ревизор» Н. Гоголя
- 1843 — «Ножка»
- 1847 — «Кетли, или Возвращение в Швейцарию»
- 1847 — «Приёмыш»
- 1847 — «Дезертир»
- 1850 — «Уголино» Н. Полевого